# Kopito, Danilovgrad
Kopito este un sat din comuna Danilovgrad, Muntenegru. Conform datelor de la recensământul din 2003, localitatea are 202 locuitori (la recensământul din 1991 erau 87 de locuitori).

## Demografie
În satul Kopito locuiesc 158 de persoane adulte, iar vârsta medie a populației este de 39,0 de ani (37,8 la bărbați și 40,3 la femei). În localitate sunt 60 de gospodării, iar numărul mediu de membri în gospodărie este de 3,37.
|  |

| Demografie | Demografie | Demografie |
| An         | Locuitori  | Locuitori  |
| ---------- | ---------- | ---------- |
|            |            |            |
|            |            |            |
|            |            |            |
|            |            |            |
| 1948       | 137        |            |
| 1953       | 143        |            |
| 1961       | 162        |            |
| 1971       | 105        |            |
| 1981       | 120        |            |
| 1991       | 87         | 87         |
| 2003       | 202        | 202        |

| \| Componența etnică conform recensământului din 2003[2] \| Componența etnică conform recensământului din 2003[2] \| Componența etnică conform recensământului din 2003[2] \| Componența etnică conform recensământului din 2003[2] \| Componența etnică conform recensământului din 2003[2] \| \| ----------------------------------------------------- \| ----------------------------------------------------- \| ----------------------------------------------------- \| ----------------------------------------------------- \| ----------------------------------------------------- \| \| \| \| \| \| \| \| Muntenegreni \| Muntenegreni \| \| 170 \| 84,15% \| \| Sârbi \| Sârbi \| \| 30 \| 14,85% \| \| Germani \| Germani \| \| 1 \| 0,49% \| \| necunoscută \| necunoscută \| \| 0 \| 0% \| |              |  |     |        |
| Componența etnică conform recensământului din 2003 |              |  |     |        |
| |              |  |     |        |
| Muntenegreni | Muntenegreni |  | 170 | 84,15% |
| Sârbi | Sârbi        |  | 30  | 14,85% |
| Germani | Germani      |  | 1   | 0,49%  |
| necunoscută | necunoscută  |  | 0   | 0%     |